# Jerry Stackhouse
Jerry Darnell Stackhouse (Kinston, 5 de novembro de 1974), é um ex-jogador e atual treinador de basquete norte-americano que atualmente é o assistente técnico do Golden State Warriors da National Basketball Association (NBA).
Stackhouse jogou basquete universitário pela North Carolina Tar Heels e atuou por 18 temporadas na NBA, sendo duas vezes selecionado para o All-Star Game da NBA. Ele foi treinador principal do Raptors 905 da G League e da Universidade Vanderbilt e assistente técnico do Toronto Raptors e Memphis Grizzlies.

## Começo da carreira
Stackhouse foi um jogador destacado desde o seu segundo ano no ensino médio. Ele foi eleito o Jogador do Ano no estado da Carolina do Norte em 1991-92, liderando a Kinston High School até a final estadual. No último ano do ensino médio, jogou pela Oak Hill Academy e levou sua equipe a uma temporada invicta. Ele foi selecionado duas vezes para a Primeira-Equipe All-America e foi MVP do McDonald's All-American Game. Havia quem considerasse Stackhouse o melhor jogador do ensino médio a sair da Carolina do Norte desde Michael Jordan.
Stackhouse frequentou a Universidade da Carolina do Norte em Chapel Hill, onde foi colega de equipe de futuros jogadores da NBA como Rasheed Wallace, Jeff McInnis e Shammond Williams. Em sua segunda temporada na UNC, Stackhouse foi o líder em pontuação da equipe com média de 19,2 pontos e teve média de 8,2 rebotes. Ele levou a UNC até a Final Four do Torneio da NCAA e foi nomeado Jogador do Ano Nacional pela Sports Illustrated. Após a temporada, Stackhouse declarou sua elegibilidade para o draft da NBA de 1995.
Embora tenha deixado a UNC após dois anos, ele continuou a trabalhar em seu grau acadêmico e recebeu seu bacharelado em Estudos Afro-Americanos em 1999.

## Carreira na NBA

### Draft da NBA
Stackhouse foi selecionado pelo Philadelphia 76ers como a terceira escolha geral do draft da NBA de 1995. Em certo momento, ele foi considerado o "Próximo Jordan" já que ambos jogaram na Carolina do Norte, foram a terceira escolha no draft, tinham 1,98m de altura, eram fisicamente semelhantes e tinham estilos de jogo acrobáticos semelhantes.

### Philadelphia 76ers (1995–1997)
Em sua primeira temporada com os 76ers, Stackhouse liderou a equipe com média de 19,2 pontos e foi nomeado para a Equipe de Calouros. Na temporada de 1996-97, os 76ers selecionaram Allen Iverson no draft. Juntos, os dois acumularam uma média de 44,2 pontos pelos Sixers. Stackhouse representou os 76ers no Concurso de Enterradas de 1996.

### Detroit Pistons (1997–2002)
No meio da temporada de 1997-98, Stackhouse foi trocado, junto com Eric Montross, para o Detroit Pistons por Theo Ratliff e Aaron McKie. Na temporada de 1999-2000, sua segunda temporada completa com os Pistons, ele teve média de 23,6 pontos. No ano seguinte, ele alcançou sua média mais alta da carreira com 29,8 pontos. Em uma vitória no último jogo da temporada contra o Chicago Bulls, ele estabeleceu o recorde da franquia e o maior número de pontos em um jogo da temporada na liga com 57. Em 2001, Stackhouse liderou a NBA em pontos totais marcados, ficando em segundo lugar no título de pontuação para seu ex-colega dos 76ers, Iverson. Stackhouse teve sua última atuação como jogador dos Pistons na eliminação dos playoffs de 2001-02 contra o Boston Celtics.

### Washington Wizards (2002–2004)
Durante a offseason de 2002, Stackhouse foi trocado para o Washington Wizards em um acordo envolvendo seis jogadores, incluindo Richard Hamilton.
Em sua primeira temporada com Washington (2002-03), Stackhouse liderou os Wizards em pontos e assistências por jogo, com 21,5 e 4,5 respectivamente. Stackhouse foi o único companheiro de equipe a ter média de pontos por jogo maior do que Michael Jordan durante uma temporada inteira (Jordan teve média de 20,0 pontos, sua última temporada na NBA). Stackhouse perdeu a maior parte da temporada de 2003-04 se recuperando de uma cirurgia artroscópica no joelho direito, jogando apenas 26 jogos.
Em 2020, Stackhouse declarou que lamentava ter jogado ao lado de Jordan, pois as jogadas eram desenhadas para uma lenda da NBA que estava além de seu auge, interrompendo o ímpeto de Stackhouse para ser All-Star.

### Dallas Mavericks (2004–2009)

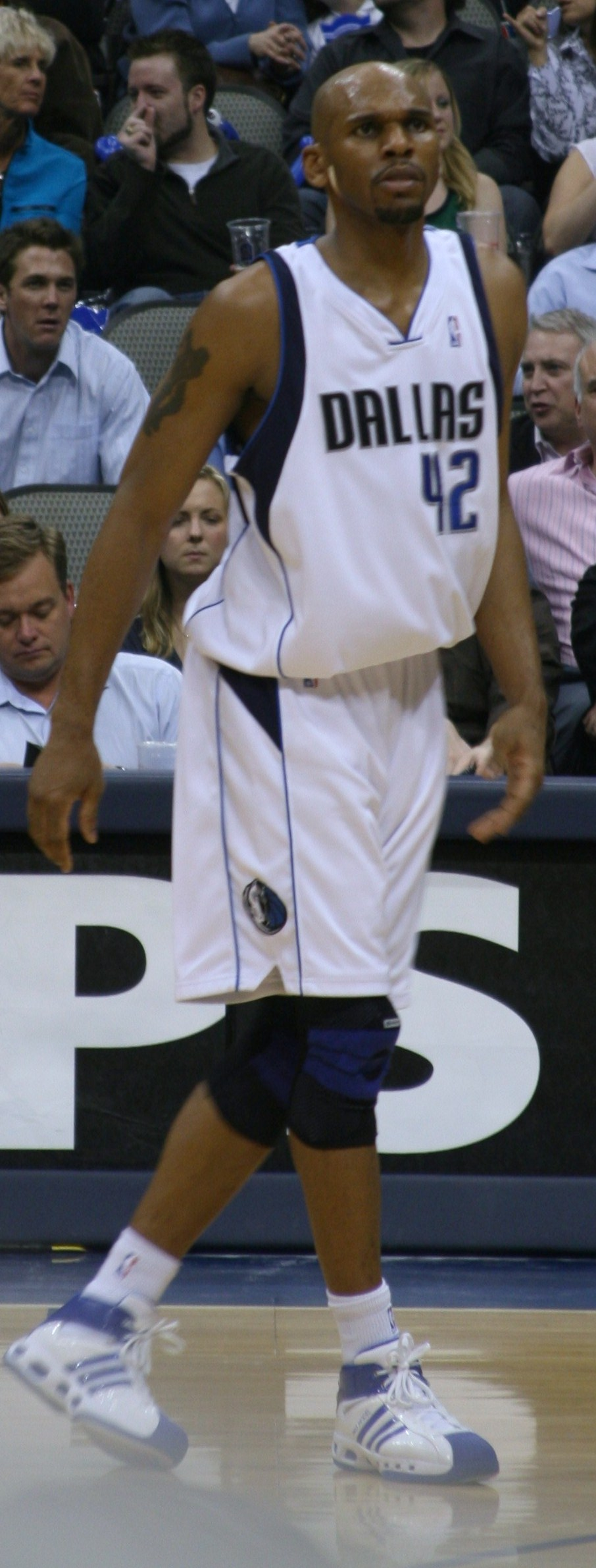
Stackhouse pelo Dallas Mavericks em 2008.

Na offseason de 2004, Stackhouse, junto com Christian Laettner e Devin Harris, foi trocado para o Dallas Mavericks em troca de Antawn Jamison. Ele não jogou em 41 jogos durante suas primeiras duas temporadas em Dallas devido a problemas na virilha e continuidade de problemas no joelho, desempenhando principalmente o papel de sexto homem. Durante os playoffs de 2004-05, Stackhouse começou a usar meias de compressão durante os jogos para manter suas pernas aquecidas, ajudar no ferimento da virilha e manter as proteções de coxa no lugar; as meias também permitiam um melhor fluxo sanguíneo para as pernas. A prática rapidamente se tornou uma tendência entre os jogadores da NBA, com Kobe Bryant, Tracy McGrady, Vince Carter, Dwyane Wade, LeBron James e outros adotando meias de compressão na temporada seguinte.
Stackhouse ainda vinha do banco como sexto homem nos Mavericks durante a temporada de 2005-06. Ele foi um fator significativo nas Finais da NBA contra o Miami Heat. Os Mavericks sofreram quando Stackhouse foi suspenso para o Jogo 5 por uma falta flagrante em Shaquille O'Neal, e o Heat eventualmente venceu a série por 4-2. Stackhouse foi o terceiro jogador dos Mavericks suspenso durante os playoffs de 2006.

### Milwaukee Bucks (2010)
Em 8 de julho de 2009, em uma troca envolvendo quatro equipes, Stackhouse foi trocado para o Memphis Grizzlies. No dia seguinte à troca, ele foi dispensado. Em 17 de janeiro de 2010, o Milwaukee Bucks assinou com Stackhouse para o restante da temporada de 2009-10.

### Miami Heat (2010)
Em 23 de outubro de 2010, Stackhouse foi contratado pelo Miami Heat. Em 23 de novembro de 2010, o Heat dispensou Stackhouse para abrir espaço para Erick Dampier, que foi contratado para substituir o lesionado Udonis Haslem.

### Atlanta Hawks (2011–2012)
Em 9 de dezembro de 2011, Stackhouse juntou-se ao Atlanta Hawks. Ele foi escolhido para substituir o lesionado Joe Johnson como representante de Atlanta durante o All-Star Weekend da NBA.

### Brooklyn Nets (2012–2013)
Em 11 de julho de 2012, Stackhouse fez um acordo verbal para assinar um contrato de um ano e US$ 1,3 milhão com o Brooklyn Nets. Stackhouse usava o número 42 em homenagem a Jackie Robinson, seu atleta favorito, e foi o primeiro atleta profissional a usar o número 42 em Brooklyn após ele. Em 26 de novembro de 2012, os Nets jogaram contra o New York Knicks pela primeira vez desde que os Nets haviam se mudado para Brooklyn. Stackhouse jogou 22 minutos e marcou 14 pontos, incluindo uma cesta de 3 pontos decisiva na prorrogação, e os Nets venceram.
Após a derrota dos Nets na primeira rodada dos playoffs para o Chicago Bulls, Stackhouse anunciou sua aposentadoria.

## Carreira de Treinador

### Toronto Raptors
Em 29 de junho de 2015, ele foi contratado para servir como assistente técnico do Toronto Raptors. Durante sua primeira temporada com os Raptors, ele ajudou o time a terminar em segundo lugar na Conferência Leste e a alcançar as Finais da conferência.

### Raptors 905
Em 9 de setembro de 2016, os Raptors o nomearam treinador principal do Raptors 905, a equipe da liga de desenvolvimento da franquia, a D-League. Stackhouse tem aspirações de ser treinador principal na NBA e disse ao The Ringer que ele espera que a posição na D-League o propulse para um trabalho de treinador principal. Ele liderou o 905 para uma temporada bem-sucedida durante a temporada de 2016-17, com a equipe sendo coroada campeã da D-League. Stackhouse foi nomeado Treinador do Ano da D-League em 2017.

### Memphis Grizzlies
Stackhouse serviu como assistente técnico do Memphis Grizzlies na temporada de 2018-19.

### Vanderbilt
Em 5 de abril de 2019, Stackhouse foi nomeado treinador principal da Universidade Vanderbilt, assinando um contrato de seis anos. Ele foi demitido em 14 de março de 2024, após um decepcionante recorde de 9-23 na temporada de 2024. Durante suas cinco temporadas, ele levou a equipe a um recorde de 70-92 e não conseguiu levar o time ao Torneio da NCAA.

### Golden State Warriors
Em 27 de setembro de 2024, Stackhouse foi contratado pelo Golden State Warriors como assistente técnico sob o comando de Steve Kerr.

## Vida pessoal

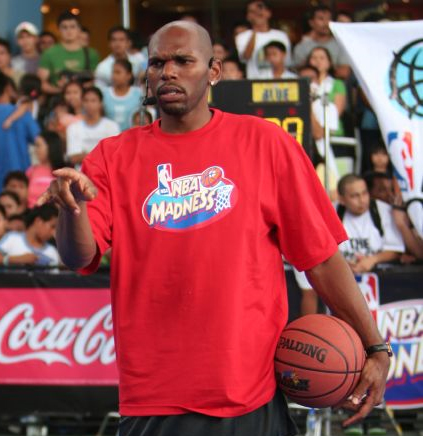
Stackhouse sediando um evento de basquete nas Filipinas em 2007

Stackhouse é o irmão mais novo do ex-jogador do Sacramento Kings e Boston Celtics, Tony Dawson.
Stackhouse já cantou o hino nacional dos EUA antes de jogos em casa do Dallas Mavericks, durante as aparições nos playoffs do Milwaukee Bucks em 2010 e do Brooklyn Nets em 2013. Embora tenha sido anteriormente pescetariano, Stackhouse voltou a consumir carne.
Em 2017, Stackhouse completou o programa de educação executiva da Harvard Business School sobre o Negócio do Entretenimento, Mídia e Esportes.

## Estatísticas da carreira
|  | Líder da liga |

### NBA

#### Temporada regular
| Ano      | Equipe       | PJ  | PT  | MPJ  | AP   | 3P    | LL    | RT  | AS  | BR  | TO  | PPJ  |
| -------- | ------------ | --- | --- | ---- | ---- | ----- | ----- | --- | --- | --- | --- | ---- |
| 1995-96  | Philadelphia | 72  | 71  | 37.5 | .414 | .318  | .747  | 3.7 | 3.9 | 1.1 | 1.1 | 19.2 |
| 1996-97  | Philadelphia | 81  | 81  | 39.1 | .407 | .298  | .766  | 4.2 | 3.1 | 1.1 | .8  | 20.7 |
| 1997-98  | Philadelphia | 22  | 22  | 34.0 | .452 | .348  | .802  | 3.5 | 3.0 | 1.4 | .9  | 16.0 |
| 1997-98  | Detroit      | 57  | 15  | 31.5 | .428 | .208  | .782  | 3.3 | 3.1 | 1.0 | .7  | 15.7 |
| 1998-99  | Detroit      | 42  | 9   | 28.3 | .371 | .278  | .850  | 2.5 | 2.8 | .8  | .4  | 14.5 |
| 1999-00  | Detroit      | 82  | 82  | 38.4 | .428 | .288  | .815  | 3.8 | 4.5 | 1.3 | .4  | 23.6 |
| 2000-01  | Detroit      | 80  | 80  | 40.2 | .402 | .351  | .822  | 3.9 | 5.1 | 1.2 | .7  | 29.8 |
| 2001-02  | Detroit      | 76  | 76  | 35.3 | .397 | .287  | .858  | 4.1 | 5.3 | 1.0 | .5  | 21.4 |
| 2002-03  | Washington   | 70  | 70  | 39.2 | .409 | .290  | .878  | 3.7 | 4.5 | .9  | .4  | 21.5 |
| 2003-04  | Washington   | 26  | 17  | 29.8 | .399 | .354  | .806  | 3.6 | 4.0 | .9  | .1  | 13.9 |
| 2004-05  | Dallas       | 56  | 7   | 28.9 | .414 | .267  | .849  | 3.3 | 2.3 | .9  | .2  | 14.9 |
| 2005-06  | Dallas       | 55  | 11  | 27.7 | .401 | .277  | .882  | 2.8 | 2.9 | .7  | .2  | 13.0 |
| 2006-07  | Dallas       | 67  | 8   | 24.1 | .428 | .383  | .847  | 2.2 | 2.8 | .8  | .2  | 12.0 |
| 2007-08  | Dallas       | 58  | 13  | 24.3 | .405 | .326  | .892  | 2.3 | 2.5 | .5  | .2  | 10.7 |
| 2008-09  | Dallas       | 10  | 1   | 16.2 | .267 | .158  | 1.000 | 1.7 | 1.2 | .4  | .1  | 4.2  |
| 2009-10  | Milwaukee    | 42  | 0   | 20.4 | .408 | .346  | .797  | 2.4 | 1.7 | .5  | .2  | 8.5  |
| 2010-11  | Miami        | 7   | 1   | 7.1  | .250 | .250  | .714  | 1.0 | .4  | .0  | .3  | 1.7  |
| 2011-12  | Atlanta      | 30  | 0   | 9.1  | .370 | .342  | .913  | .8  | .5  | .3  | .1  | 3.6  |
| 2012-13  | Brooklyn     | 37  | 0   | 14.7 | .384 | .337  | .870  | .9  | .9  | .2  | .1  | 4.9  |
| Carreira | Carreira     | 970 | 564 | 31.2 | .409 | .309  | .822  | 3.2 | 3.3 | .9  | .5  | 16.9 |
| All-Star | All-Star     | 2   | 0   | 14.5 | .467 | 1.000 | .000  | 1.5 | 2.0 | .0  | .0  | 7.5  |

#### Playoffs
| Ano      | Equipe    | PJ | PT | MPJ  | AP   | 3P   | LL    | RT  | AS  | BR | TO | PPJ  |
| -------- | --------- | -- | -- | ---- | ---- | ---- | ----- | --- | --- | -- | -- | ---- |
| 1999     | Detroit   | 5  | 0  | 24.8 | .391 | .250 | .857  | 1.6 | 1.2 | .4 | .2 | 10.0 |
| 2000     | Detroit   | 3  | 3  | 40.0 | .407 | .429 | .742  | 4.0 | 3.3 | .7 | .0 | 24.7 |
| 2002     | Detroit   | 10 | 10 | 36.1 | .321 | .340 | .825  | 4.3 | 4.3 | .6 | .6 | 17.6 |
| 2005     | Dallas    | 13 | 0  | 31.0 | .386 | .400 | .864  | 4.1 | 2.3 | .6 | .2 | 16.1 |
| 2006     | Dallas    | 22 | 1  | 32.3 | .402 | .338 | .784  | 2.8 | 2.5 | .6 | .3 | 13.7 |
| 2007     | Dallas    | 6  | 0  | 28.2 | .348 | .355 | .879  | 3.7 | 2.5 | .7 | .2 | 14.3 |
| 2008     | Dallas    | 5  | 2  | 20.4 | .316 | .167 | 1.000 | 3.2 | 1.2 | .2 | .0 | 6.2  |
| 2010     | Milwaukee | 7  | 0  | 20.6 | .326 | .333 | .900  | 1.7 | 1.1 | .7 | .1 | 7.3  |
| 2013     | Brooklyn  | 4  | 0  | 7.0  | .100 | .000 | .750  | 1.0 | .0  | .0 | .0 | 1.3  |
| Carreira | Carreira  | 75 | 16 | 28.8 | .369 | .332 | .829  | 3.1 | 2.3 | .5 | .2 | 13.1 |

## Prêmios e Homenagens

### Como Jogador
- NBA:
  - 2x NBA All-Star: 2000 e 2001;
  - NBA All-Rookie Team:
    - Primeiro Time: 1996;
- Camisa 42 aposentada pela University of North Carolina

### Como Treinador
- NBA D-League:
  - Campeão da NBA D-League: 2017;
  - NBA D-League Coach of the Year: 2017;